# Takahata Keita
Takahata Keita (sinh ngày 16 tháng 9 năm 2000) là một cầu thủ bóng đá người Nhật Bản.

## Sự nghiệp câu lạc bộ
Takahata Keita đã từng chơi cho Oita Trinita.